# Интернационал (футбольный клуб, Куртя-де-Арджеш)
«Интернационал» (рум. Fotbal Club Internaţional Curtea de Argeş) — румынский футбольный клуб из города Куртя-де-Арджеш.

## История
Клуб основан в 2000 году под именем Internaţional Piteşti.Команда начала свои выступления с Лига III и сразу же вышла в Лига II. В 2007 году клуб переехал из Питешти в Куртя-де-Арджеш и сменил название на «Интернационал». В июне 2009 года клуб занял 2-е место в «Лиге II» и впервые в своей истории вышел в «Лигу I». По итогам сезона 2009/2010 клуб занял 12-е место в чемпионате, но был лишён лицензии и покинул Лигу I. Последним сезоном для «Интернационала» стал сезон 2010/2011, который команда провела в Лиге IV. По окончании этого сезона клуб был расформирован. Домашние матчи команда проводила на стадионе «Муниципал», вмещающем 7 500 мест.

## Достижения
Лига II
- Серебряный призёр — 2008/09